# Batsükhiin Khayankhyarvaa
Batsükhiin Khayankhyarvaa (nascido em 1958) é um ex-ciclista mongol que competiu no ciclismo nos Jogos Olímpicos de Verão de 1980.